# سالواتوره انتیبو
سالواتوره انتیبو (انگلیسی: Salvatore Antibo؛ زادهٔ ۷ فوریهٔ ۱۹۶۲) ورزشکار دو و میدانی اهل ایتالیا است.
وی در مسابقات کشوری و بین‌المللی در مجموع برندهٔ ۲ مدال طلا، ۱ مدال نقره، ۱ مدال برنز شده‌است.